# توماس جی. ویلسون
توماس جی. ویلسون، (به انگلیسی: Thomas J. Wilson) (زاده ۱۹۵۸) کارآفرین، بانکدار و مدیر ارشد اجرایی آمریکایی است، که اکنون به‌عنوان مدیر عامل اجرایی و رییس هیئت مدیره شرکت خدمات مالی آل‌استیت فعالیت می‌نماید.